# Oggetti non stellari nella costellazione del Capricorno
Principali oggetti non stellari visibili nella costellazione del Capricorno.

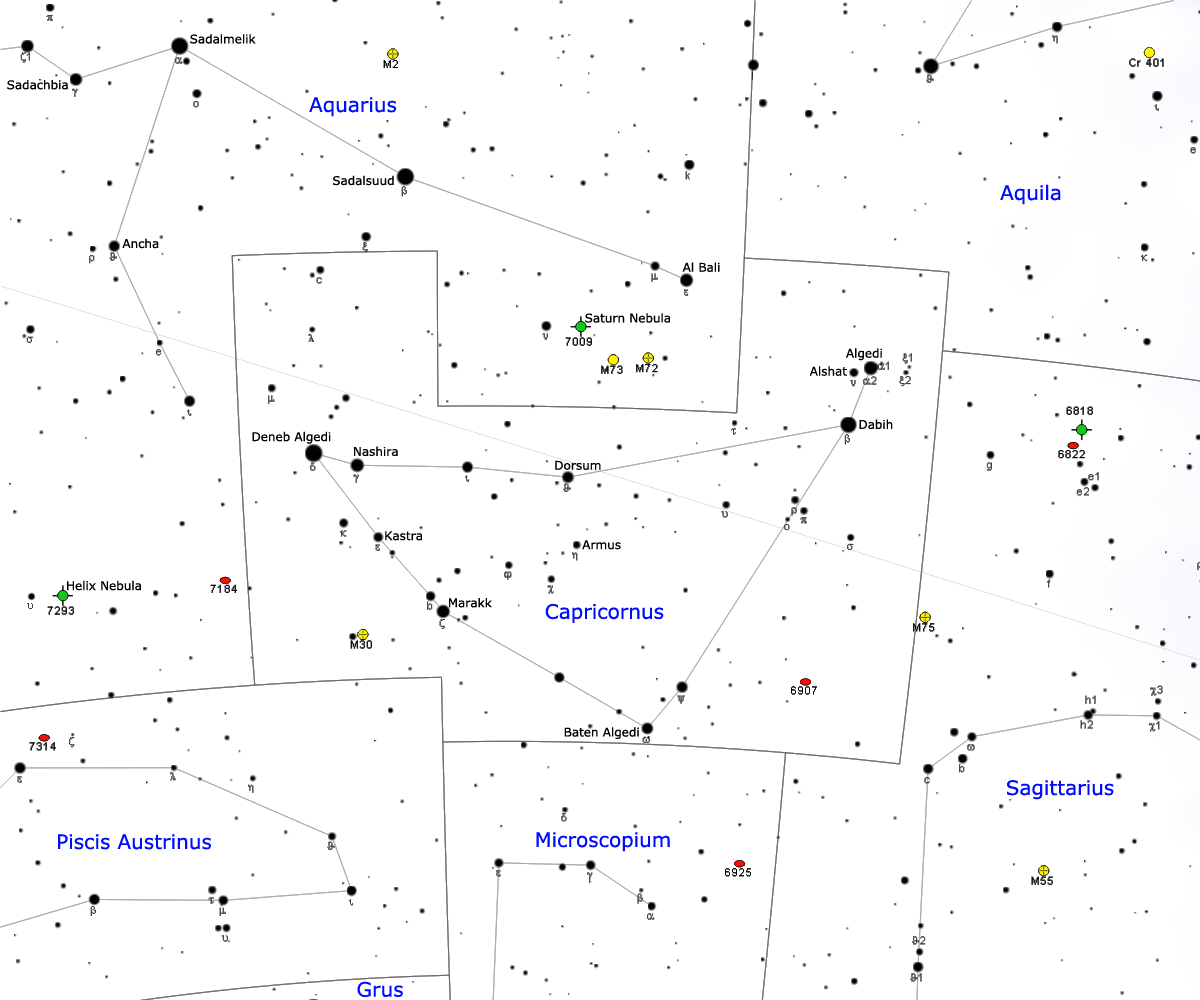
Mappa della costellazione del Capricorno.

## Ammassi globulari
- M30
- Palomar 12

## Galassie
- NGC 6907

## Ammassi di Galassie
- Abell 2384
- MS 2137-2353
- HCG 87